# آدیسون سوارس
آدیسون سوارس (انگلیسی: Adyson؛ زادهٔ ۲۲ سپتامبر ۲۰۰۵) بازیکن فوتبال اهل برزیل است که در پست وینگر برای بلو هوریزونته بازی می‌کند.